# Seznam socialnih omrežij z vsaj 100 milijoni aktivnih uporabnikov
To je seznam socialnih platform z najmanj 100 milijoni aktivnih mesečnih uporabnikov (MAU). Seznam vključuje družbena omrežja, spletne forume, platforme za izmenjavo fotografij in videoposnetkov, aplikacije za sporočanje in VoIP.
| No. | Ime            | Podjetje  | Država                  | Izdano | Mesečno aktivni uporabniki | Druge metrike                                    |
| --- | -------------- | --------- | ----------------------- | ------ | -------------------------- | ------------------------------------------------ |
| 1.  | Facebook       | Meta      | Združene države Amerike | 2004   | 2,91 milijarde             | 1,93 milijarde dnevno aktivnih uporabnikov (DAU) |
| 2.  | YouTube        | Alphabet  | Združene države Amerike | 2005   | 2,291 milijarde            |                                                  |
| 3.  | WhatsApp       | Meta      | Združene države Amerike | 2009   | 2 milijarde                | 1 milijarda DAU z 1,3 milijarde MAU              |
| 4.  | Messenger      | Meta      | Združene države Amerike | 2011   | 1,3 milijarde              |                                                  |
| 5.  | Instagram      | Meta      | Združene države Amerike | 2010   | 1,2 milijarde              | 500 milijonov DAU                                |
| 6.  | WeChat         | Tencent   | Kitajska                | 2011   | 1,225 milijarde            |                                                  |
| 7.  | TikTok         | Bytedance | Kitajska                | 2017   | 732 milijonov              |                                                  |
| 8.  | Telegram       | Telegram  | United Arab Emirates    | 2013   | 700 milijonov              |                                                  |
| 9.  | Douyin         | Bytedance | Kitajska                | 2016   | 600 milijonov              |                                                  |
| 10. | QQ             | Tencent   | Kitajska                | 1999   | 595 milijonov              | 267 milijonov DAU                                |
| 11. | Snapchat       | Snap      | Združene države Amerike | 2011   | 528 milijonov              | 332 milijonov DAU                                |
| 12. | Weibo          | Sina      | Kitajska                | 2009   | 521 milijonov              | 241 milijonov DAU                                |
| 13. | Qzone          | Tencent   | Kitajska                | 2005   | 517 milijonov              |                                                  |
| 14. | Kuaishou       | Kuaishou  | Kitajska                | 2011   | 481 milijonov              |                                                  |
| 15. | Pinterest      | Pinterest | Združene države Amerike | 2009   | 459 milijonov              | 98 milijonov MAU v ZDA                           |
| 16. | Reddit         | Reddit    | Združene države Amerike | 2005   | 430 milijonov              | 52 milijonov DAU                                 |
| 17. | Twitter        | Twitter   | Združene države Amerike | 2006   | 396 milijonov              | 199 milijonov potrjenih DAU                      |
| 18. | Quora          | Quora     | Združene države Amerike | 2009   | 300 milijonov              |                                                  |
| 19. | Skype          | Microsoft | Združene države Amerike | 2003   | 300 milijonov              | 40 milijonov DAU                                 |
| 20. | Tieba          | Baidu     | Kitajska                | 2003   | 300 milijonov              | 1500 milijonov registriranih uporabnikov         |
| 21. | Viber          | Rakuten   | Luxembourg              | 2010   | 260 milijonov              | 1169 milijonov registriranih uporabnikov         |
| 22. | LinkedIn       | Microsoft | Združene države Amerike | 2003   | 310 milijonov              | 700 milijonov registriranih uporabnikov          |
| 23. | Teams          | Microsoft | Združene države Amerike | 2016   | 250 milijonov              | 145 milijonov DAU                                |
| 24. | imo            | PageBites | Združene države Amerike | 2007   | 200 milijonov              |                                                  |
| 25. | Line           | Naver     | Japan                   | 2011   | 178 milijonov              |                                                  |
| 26. | Picsart        | Picsart   | Združene države Amerike | 2011   | 150 milijonov              |                                                  |
| 27. | Likee          | Bigo Live | Singapore               | 2017   | 150 milijonov              |                                                  |
| 28. | Discord        | Discord   | Združene države Amerike | 2015   | 140 milijonov              |                                                  |
| 29. | Twitch         | Amazon    | Združene države Amerike | 2011   | 140 milijonov              |                                                  |
| 30. | Stack Exchange | Prosus    | Združene države Amerike | 2008   | 100 milijonov              |                                                  |

## Integrirane storitve
| No. | Ime      | Podjetje | Država                  | Izdano | Mesečno aktivni uporabniki | Druge metrike                       |
| --- | -------- | -------- | ----------------------- | ------ | -------------------------- | ----------------------------------- |
| 1.  | Zoom     | Zoom     | Združene države Amerike | 2012   |                            | 300 milijonov DAU                   |
| 2.  | Meet     | Alphabet | Združene države Amerike | 2017   |                            | 100 milijonov DAU                   |
| 3.  | iMessage | Apple    | Združene države Amerike | 2011   |                            | 1,4 milijarde aktivnih Apple naprav |
| 4.  | FaceTime | Apple    | Združene države Amerike | 2011   |                            | 1,4 milijarde aktivnih Apple naprav |

^  Ko število mesečno aktivnih uporabnikov ni mogoče, je iz drugih metrik možno sklepati, da jih je več kot 100 milijonov.
^  Nakazuje trenutno lokacijo glavne upravne stavbe. Morda se razlikuje od države matičnega podjetja.